# Aeropuerto Internacional Palonegro
El Aeropuerto Internacional Palonegro (IATA: BGA, OACI: SKBG) se encuentra ubicado al occidente de Bucaramanga en el municipio de Lebrija, por la vía a Barrancabermeja, en el cerro histórico de Palonegro, Colombia.

## Historia
El aeropuerto Internacional Palonegro, ubicado en la vereda Palonegro del municipio de Lebrija (Santander) marcó una nueva etapa de progreso para el departamento de Santander y su capital, la ciudad de Bucaramanga. La obra estuvo a cargo de la Aeronáutica Civil, que además tuvo a su cargo la construcción de los nuevos aeropuertos de Montería y Pitalito, y obras de remodelación en Leticia y El Dorado de Bogotá.
Las instalaciones fueron inauguradas por el presidente Misael Pastrana Borrero en agosto de 1974; el vuelo inaugural se realizó en un Boeing 727 de Avianca, al mando del capitán Álvaro Barrera Gómez. 
El aeropuerto Palonegro reemplazó al existente Aeropuerto Gómez Niño, ubicado dentro del casco urbano de Bucaramanga, el cual contaba con importantes limitaciones por la ubicación geográfica, longitud de las pistas y condiciones adversas para la seguridad y navegación aérea. De hecho, en este aeropuerto se presentaron numerosos accidentes aéreos fatales que enlutaron a la ciudad y al país. El antiguo aeropuerto, nombrado en homenaje al piloto Luis Francisco Gómez Niño, aviador santandereano de principios de siglo XX, y quien murió trágicamente en un vuelo de pruebas, estaba ubicado en el actual sector de la Ciudadela Real de Minas (aún se pueden ver rastros del antiguo aeropuerto, donde uno de sus hangares fue convertido en el Coliseo Edmundo Luna Santos). Fue construido por la empresa Sociedad Colombo-Alemana de Transportes Aéreos (Scadta) a finales de 1938, cuando se iniciaron las operaciones en aviones Junkers F 13 en su versión de ruedas. El aeropuerto Gómez Niño fue adquirido por la Empresa Colombiana de Aeródromos en 1954 y era uno de los pocos aeropuertos en Colombia que operaba dos pistas de aterrizaje simultáneamente, construidas sus pistas en configuración de X para su uso, dependiendo de los vientos predominantes. Avianca y Aerotaxi contaban con centro de operaciones; otras líneas aéreas como Taxader tuvieron su sede principal en este aeropuerto. 
El sitio de Palonegro fue el escenario histórico de contiendas políticas y la batalla del mismo nombre, que tuvo lugar el 25 de mayo de 1900, durante la Guerra de los Mil Días. El terreno donde se ubican las instalaciones actuales y la pista estaba conformado por una serie de no menos de siete cerros de considerable altura, y seis cañadas con profundidades superiores a los 60 metros.
Se requirió mover más de 14 millones de metros cúbicos de tierra, en una gran operación de ingeniería para la región que comenzó en 1969. El aeropuerto se encuentra a 1.190 metros sobre el nivel del mar, con una temperatura media de 21 grados centígrados, y a 18 kilómetros del centro de Bucaramanga por una carretera que atraviesa la población de Girón, llamada años después la Ruta Nacional 66. La pista de asfalto tiene una longitud de 2250 metros y 40 metros de ancho, con zonas de seguridad de 48 metros a cada lado de la pista, cumpliendo con recomendaciones de la OACI y de la FAA estadounidense para operación de aviones tipo jet. 
Sus facilidades aeroportuarias fueron proyectadas para atender satisfactoriamente el tráfico de aeronaves y el crecimiento del flujo de pasajeros y carga proyectado hasta 1990 y, a partir de esa fecha, estaba previsto la construcción de una pista de carreteo en forma paralela a la original pista de aterrizaje, la cual fue efectivamente construida años más tarde, junto con las instalaciones, plataforma y hangares para atender a la aviación general. 
El planeamiento del edificio terminal de pasajeros, que tiene 7000 metros cuadrados de construcción, tuvo en cuenta los desniveles del terreno donde este se levanta. Lo anterior permite que los pasajeros que llegan a Palonegro se puedan movilizar por un primer nivel, en forma expedita y sin contratiempos. En este primer nivel se encuentra el salón de entrega de equipajes, que se comunica con el parqueadero de estacionamiento de automóviles. A su vez, los pasajeros que salen a la ciudad tienen fácil acceso al terminal por una amplia calzada que se comunica con el hall de despacho de las aerolíneas. De allí se baja por amplias escaleras a la sala de espera de embarque con una capacidad para 400 personas. 
El edificio terminal contaba además con un restaurante, cafetería popular, almacenes, oficinas de la Aeronáutica Civil, de meteorología y servicios de turismo, además de una estación de la Policía Nacional, de aduana, seguridad aeroportuaria y de bomberos aeronáuticos. 
La torre de control tiene una altura de 34 metros, equivalente a 10 pisos, de donde se divisa ampliamente la longitud de la pista en su totalidad y las plataformas de parqueo de aeronaves de pasajeros y carga. 
Además, las obras complementarias incluían los sistemas de drenajes, adquisición y puesta en funcionamiento de los sistemas de iluminación de pistas, luces de control, faro rotatorio, ayudas a la navegación visuales y no visuales, redes de acueducto, energía eléctrica y equipos telefónicos. La empresa de combustibles Terpel tuvo la responsabilidad de construir y operar los tanques de almacenamiento de combustible de aviones y sus instalaciones de abastecimiento, las cuales al día de hoy sigue operando. 
Una vía de 4 kilómetros une al edificio terminal con la carretera que va de Bucaramanga a Barrancabermeja. El costo total del Aeropuerto Internacional de Palonegro fue de $230 millones de pesos de 1974. 
La seguridad aeroportuaria de Palonegro estuvo en discusión en varias oportunidades, pues fue precisamente desde este aeropuerto que se originó el vuelo en que fue secuestrado el Fokker F-50 de Avianca por personal armado en 1999 y luego otro avión B1900 de Aerotaca en el 2000, en un vuelo que también se originó en este terminal aéreo. 
Para el año 2007 estaba posicionado entre los 7 aeropuertos más importantes de Colombia, y por esta razón la Aeronáutica Civil decidió invertir en la ampliación y la construcción de una nueva sala de abordaje nacional y otra internacional.
En la actualidad se llevan a cabo entre 75 y 80 vuelos semanales de siete líneas aéreas regulares en destinos domésticos: Avianca con su filial Avianca Express, EasyFly, LATAM Colombia, Viva Colombia, Satena y Gran Colombia de Aviación. Además opera dos rutas internacionales, las cuales unen al Aeropuerto Internacional Palonegro con el Aeropuerto Internacional de Tocumen de Ciudad de Panamá, por parte de Copa Airlines Colombia, y con el Fort Lauderdale-Hollywood International Airport de la ciudad estadounidense de Fort Lauderdale, por parte de Spirit Airlines. También es la base de operaciones de la aerolínea de bajo coste EasyFly y de la aerolínea filial de Avianca, Regional Express. Así se posiciona Palonegro en el octavo lugar en el tráfico de pasajeros en el país, después de los aeropuertos de Bogotá, Medellín, Cali, Cartagena, Barranquilla, San Andrés Islas y Santa Marta.

## Modernización
El 3 de febrero de 2018 se inauguraron las obras para modernización y ampliación del aeropuerto por un valor de $23.290 millones de pesos. La ampliación del aeropuerto se realizó a través de la concesión Aeropuertos de Oriente S.A.S. que administra el aeropuerto.
Las obras de modernización incluyeron la ampliación de salas de abordaje, nacional e internacional, las zonas de registro, recibo de equipaje, oficinas de aerolíneas, bodegas y un nuevo puente de abordaje en la infraestructura de la terminal.

## Aerolíneas y destinos

### Pasajeros
| Aerolíneas      | Destinos                           | Alianza       |
| --------------- | ---------------------------------- | ------------- |
| Avianca         | Bogotá, Cartagena, Medellín–JMC    | Star Alliance |
| Avianca Express | Bogotá                             | Star Alliance |
| Clic Air        | Arauca, Medellín, Cucuta, Saravena | N/A           |
| Copa Airlines   | Ciudad de Panamá–Tocumen           | Star Alliance |
| LATAM Colombia  | Bogotá                             | N/A           |
| SATENA          | Arauca, San Gil, Saravena          | N/A           |
| Spirit Airlines | Fort Lauderdale                    | N/A           |
| Wingo           | Bogotá, Santa Marta                | N/A           |

### Carga
| Aerolíneas      | Destinos |
| --------------- | -------- |
| AerCaribe Cargo | Bogotá   |

### Destinos nacionales
Se brinda servicio a 7 ciudades, dentro del país a cargo de 5 aerolíneas.
| Ciudades                                                   | Nombre del aeropuerto                       | Aerolíneas                                       | Aeronaves                                   | Frecuencias semanales |
| ---------------------------------------------------------- | ------------------------------------------- | ------------------------------------------------ | ------------------------------------------- | --------------------- |
| Arauca                                                     | Aeropuerto Santiago Pérez Quiroz            | Clic / SATENA                                    | AT46 /Embraer ERJ-145                       | 10                    |
| Bogotá                                                     | Aeropuerto Internacional El Dorado          | Avianca Avianca Express / LATAM Colombia / Wingo | A319, A320, A20N / A320 / A320 / B737, B738 | 119                   |
| Cartagena                                                  | Aeropuerto Internacional Rafael Núñez       | Avianca                                          | A319, A320                                  | 7                     |
| Cúcuta                                                     | Aeropuerto Internacional Camilo Daza        | Clic                                             | AT46                                        | 17                    |
| Medellín                                                   | Aeropuerto Olaya Herrera                    | Clic                                             | AT46                                        | 10                    |
| Medellín                                                   | Aeropuerto Internacional José María Córdova | Avianca                                          | A319, A320, A20N                            | 8                     |
| San Gil                                                    | Aeropuerto Los Pozos                        | SATENA                                           | DCH6                                        | 2                     |
| Saravena                                                   | Aeropuerto Los Colonizadores                | SATENA / Clic                                    | AT45 AT46                                   | 7                     |
| Santa Marta                                                | Aeropuerto Internacional Simón Bolívar      | Wingo                                            | B738                                        | 3                     |
| Total: 9 destinos, 5 aerolíneas, 177 frecuencias semanales |                                             |                                                  |                                             |                       |

### Destinos internacionales
Se ofrece servicio a 2 destinos internacionales, a cargo de 2 aerolíneas.
| Ciudades por país                         | Nombre del aeropuerto                                 | Aerolíneas      |              |              |
| Norteamérica                              | Norteamérica                                          | Norteamérica    | Norteamérica | Norteamérica |
| ----------------------------------------- | ----------------------------------------------------- | --------------- | ------------ | ------------ |
| Estados Unidos (1 destino, 1 aerolínea)   |                                                       |                 |              |              |
| Fort Lauderdale                           | Aeropuerto Internacional de Fort Lauderdale-Hollywood | Spirit Airlines |              |              |
| Centroamérica                             |                                                       |                 |              |              |
| Panamá (1 destino, 1 aerolínea)           |                                                       |                 |              |              |
| Ciudad de Panamá                          | Aeropuerto Internacional de Tocumen                   | Copa Airlines   |              |              |
| Total: 2 destinos, 2 países, 2 aerolíneas |                                                       |                 |              |              |

### Futuras rutas
| Ciudad       | Nombre del aeropuerto                       | Aerolíneas        | Aeronaves | Frecuencias      |
| ------------ | ------------------------------------------- | ----------------- | --------- | ---------------- |
| Bogotá       | Aeropuerto Internacional El Dorado          | JetSMART Colombia | A20N      | Planes de Inicio |
| Medellin     | Aeropuerto Internacional José María Córdova | JetSMART Colombia | A20N      | Planes de Inicio |
| Cartagena    | Aeropuerto Internacional Rafael Núñez       | JetSMART Colombia | A20N      | Planes de Inicio |
| Santa Marta  | Aeropuerto Internacional Simón Bolívar      | JetSMART Colombia | A20N      | Planes de Inicio |
| Lima         | Aeropuerto Internacional Jorge Chávez       | JetSMART Perú     | A320neo   | Planes de Inicio |
| Tolú         | Aeropuerto Golfo de Morrosquillo            | Clic Air          | AT46      | Planes de inicio |
| Barranquilla | Aeropuerto Ernesto Cortissoz                | Wingo             | B738      | Planes de Inicio |
| Cartagena    | Aeropuerto Internacional Rafael Núñez       | Wingo             | B738      | Planes de Inicio |

### Vuelos chárter
- Searca
  - Bogotá / Aeropuerto Internacional El Dorado
- Searca
  - Ibagué / Aeropuerto Perales':

## Antiguos Destinos
Aerolíneas Extintas
- ACES Colombia
  - Bogotá / Aeropuerto Internacional El Dorado
  - Medellín/ Aeropuerto Olaya Herrera
  - Cartagena/ Aeropuerto Internacional Rafael Núñez

- ADA
  - Barranquilla / Aeropuerto Internacional Ernesto Cortissoz
  - Medellín / Aeropuerto Olaya Herrera

- AeroTACA
  - Yopal / Aeropuerto El Alcaraván
  - Málaga/ Aeropuerto Jerónimo de Aguayo
  - Saravena/ Aeropuerto Los Colonizadores
  - Arauca/ Aeropuerto Santiago Pérez
  - Cúcuta/ Aeropuerto Internacional Camilo Daza
  - Sogamoso/ Aeropuerto Alberto Lleras Camargo
  - Bogotá/ Aeropuerto Internacional El Dorado

- Intercontinental de Aviación
  - Bogotá / Aeropuerto Internacional El Dorado

- LANSA
  - Barranquilla / Aeródromo Las Nieves
  - Bogotá / Aeropuerto de Techo

- SAM Colombia
  - Bogotá / Terminal Puente Aéreo

Aerolíneas operativas
- Avianca
  - Miami / Aeropuerto Internacional de Miami
  - Bogotá / Terminal Puente Aéreo
  - Cali / Aeropuerto Internacional Alfonso Bonilla Aragón
  - Cúcuta/ Aeropuerto Internacional Camilo Daza
  - Barranquilla/ Aeropuerto Internacional Ernesto Cortissoz
  - Valledupar/ Aeropuerto Alfonso López
  - Medellín / Aeropuerto Internacional Jose Maria Cordova
- EasyFly
  - Barrancabermeja / Aeropuerto Yariguíes
  - Santa Marta / Aeropuerto Internacional Simón Bolívar
  - Valledupar / Aeropuerto Alfonso López Pumarejo

- Copa Airlines Colombia
  - Bogotá / Aeropuerto Internacional El Dorado

- LATAM Colombia
  - Cúcuta / Aeropuerto Internacional Camilo Daza
  - Medellín / Aeropuerto Olaya Herrera
  - Yopal / Aeropuerto El Alcaraván
  - Ibagué/ Aeropuerto Perales
  - Cartagena/ Aeropuerto Internacional Rafael Nuñez
  - Santa Marta/ Aeropuerto Internacional Simón Bolívar
  - Barranquilla/ Aeropuerto Internacional Ernesto Cortissoz
  - Barrancabermeja/ Aeropuerto Yariguíes

- Satena
  - Medellín / Aeropuerto Olaya Herrera
  - Cúcuta / Aeropuerto Internacional Camilo Daza

- Viva Air Colombia
  - Cartagena/ Aeropuerto Internacional Rafael Núñez
  - Santa Marta/ Aeropuerto Internacional Simón Bolívar
  - Bogotá / Aeropuerto Internacional El Dorado
  - Medellín / Aeropuerto Internacional Jose Maria Cordova

- Avianca Express
  - Cúcuta / Aeropuerto Internacional Camilo Daza

- Spirit Airlines
  - Fort Lauderdale / Aeropuerto Internacional de Fort Lauderdale-Hollywood

## Aeronaves comerciales
- Avianca
  - Airbus A320
  - Airbus A319

- LATAM Colombia
  - Airbus A320

- Copa Airlines
  - Boeing B737-700
  - Boeing B737-800

- Clic
  - ATR 42
  - ATR 72

- Satena
  - ATR 42
  - ATR 72
  - Embraer ERJ-145

- JetSMART Colombia
  - Airbus A320Neo

- AerCaribe
  - Boeing 737-300

- Wingo
  - Boeing 737-800

## Estadísticas
Ver fuente y consulta Wikidata.